# Good Rocking Tonight
«Good Rocking Tonight», также «Good Rockin’ Tonight» — песня, написанная американским негритянским ритм-н-блюзовым певцом Роем Брауном. В его исполнении песня была выпущена на сингле в 1947 году. Следом её записал Уинони Харрис, чья версия заняла 1-место в американском хит-параде категории ритм-н-блюза журнала «Биллборд». В 1949 году Браун написал продолжение песни под названием «Rockin’ at Midnight» (2-е место в хит-параде категории ритм-н-блюза). В 1954 году свою версию песни записал Элвис Пресли. Позже «Good Rockin' Tonight» также записывали другие рок-н-ролльные музыканты (Рики Нельсон, Джерри Ли Льюис, Пэт Бун, Пол Маккартни).
Песня «Good Rockin’ Tonight» в исполнении Винони Харриса входит в составленный Залом славы рок-н-ролла список 500 Songs That Shaped Rock and Roll. Песня в исполнении Роя Брауна отнесена в 2022 году Blues Foundation к классике блюза и введена в Зал славы блюза 

## Версия Элвиса Пресли
После успеха дебютного сингла «That’s All Right» (июль 1954) Пресли несколько раз возвращался в студию, но записи не впечатляли продюсера Сэма Филлипса. Наконец, 10 сентября Пресли, Скотти Мур и Билл Блэк вновь нашли саунд, который заинтересовал Филлипса. В тот день были записаны «Just Because», «I’ll Never Let You Go», «Good Rockin’ Tonight» и «I Don’t Care if the Sun Don’t Shine».
С технической точки зрения, «Good Rockin’ Tonight» был на стороне «Б» сингла «I Don’t Care if the Sun Don’t Shine». Пластинка вышла 24 сентября и пользовалась ещё большей популярностью «That’s All Right». За две с половиной недели было продано 4000 экземпляров.